# Айрон Сінґлтон
Роберт «Айрон» Сінґлтон (англ. Robert IronE Singleton, 1975, Атланта, Джорджія, США) — американський актор. Відомий ролями у телесеріалі «Ходячі мерці» і фільмі «Невидима сторона».

## Фільмографія
| Рік  |   | Українська назва       | Оригінальна назва | Роль |
| ---- | - | ---------------------- | ----------------- | ---- |
| 2011 | ф | Голодний кролик атакує | Seeking Justice   | Скар |